# محور انعدام الرفع

منحنى معامل صعود عادي.

لا ينتج الجناح الحامل المقوس صعودًا عند تحركه تحركًا موازيًا لمحور يسمى محور انعدام الرفع (أو جناح انعدام الرفع.) عند قياس زاوية المواجهة للجناح الحامل بالنسبة لمحور انعدام الرفع فمن الصحيح أن تقول أن معامل الرفع يكون صفرًا عندما تكون زاوية المواجهة صفرًا. ولهذا السبب, ففي الجناح الحامل المقوس، يكون جناح انعدام الرفع أفضل منه في وتر الجناح عند وصف زاوية المواجهة.
عندما يتحرك الجناح الحامل المتناظر تحركًا موازيًا لـ وتر الجناح في الجناح الحامل، يحدث انعدام رفع. ولكن عندما تتحرك الأجنحة الحاملة المقوسة تحركًا موازيًا لوتر الجناح، يحدث رفع. (انظر الشكل يسارًا.) وبالنسبة للأجنحة الحاملة المتناظرة، يكون وتر الجناح وجناح انعدام الرفع متساويين.